# Kacha Imnadse
Kacha Imnadse (georgisch კახა იმნაძე; * vor 1980) ist ein georgischer Diplomat. Er ist seit Juni 2023 UN-Sonderbeauftragter für Zentralasien und Leiter des UN-Regionalzentrums für präventive Diplomatie in Zentralasien (UNRCCA).

## Herkunft und Ausbildung
Kacha Imnadse studierte Anglistik an der Staatlichen Universität Tiflis und schloss mit einem Master-Grad ab.

## Karriere
Imnadse trat 1989 in den diplomatischen Dienst Georgiens ein. Er war von 1994 bis 1998 stellvertretender Missionschef bei der NATO und den Botschaften bei den Benelux-Staaten. 1998 wurde er stellvertretender Sekretär beim nationalen Sicherheitsrat Georgiens. 2000 wurde er Assistent von Präsident Eduard Schewardnadse und Sprecher sowie Leiter des georgischen Informationsdienstes. Diese Ämter hatte er bis 2003 inne.
Von 2009 bis 2013 war Imnadse Programmdirektor des Georgischen Instituts für Russische Studien. 2013 wurde er Botschafter und Ständiger Vertreter Georgiens bei den Vereinten Nationen.
Von 2022 bis 2023 diente Imnadse als Botschafter in Kanada und Ständiger Vertreter bei der Internationalen Zivilluftfahrtorganisation (ICAO) in Montreal.
Am 14. Juni 2023 wurde Kacha Imnadse als Nachfolger der Moldauerin Natalia Snegur-Gherman von UN-Generalsekretär António Guterres zum Sonderbeauftragten für Zentralasien und Leiter des UN-Regionalzentrums für präventive Diplomatie in Zentralasien (UNRCCA) ernannt.

## Sonstige Aufgaben
Von 2012 bis 2013 war Imnadse Vorstandsmitglied der Georgischen Politikwissenschaftlichen Gesellschaft.

## Privates
Imnadse spricht neben seiner Muttersprache Georgisch Englisch, Russisch und Französisch. Er ist verheiratet und Vater einer Tochter.